# Kazimierz Jabłczyński

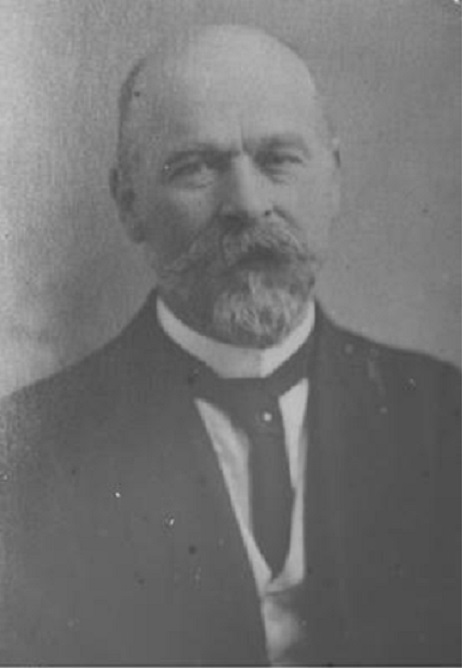
Kazimierz Jabłczyński (vor 1939)

Kazimierz Jabłczyński (* 25. März 1869 in Warschau; † 12. Oktober 1944 in Milanówek) war ein polnischer Chemiker.

## Leben
Jabłczyński studierte von 1889 bis 1892 Chemie an der ETH Zürich, arbeitete dann an einem Labor für chemische Analyse in Warschau und von 1901 bis 1905 als Redakteur einer polnischen Chemiezeitschrift. Von 1906 bis 1908 setzte er sein Studium an der Universität Heidelberg fort, wurde 1908 an der Universität Fribourg promoviert und wurde 1912 Assistent an der Universität Basel. 1913/14 war er in einem Privatlabor in Warschau und ab 1915 Dozent, ab 1918 außerordentlicher und ab 1924 ordentlicher Professor für anorganische Chemie an der Universität Warschau. 1939 verlor er nach der deutschen Besatzung sein Amt und außerdem brannte bei den Kämpfen sein neu eingerichtetes Chemielabor an der Universität ab. Beim Warschauer Aufstand 1944 wurde er von einer deutschen Militärstreife aufgegriffen und getötet, nachdem er die Neubaupläne seines Instituts in Sicherheit bringen wollte.
Er befasste sich mit der Kinetik von Kolloiden, Autokatalyse und Kinetik von Lösungen. In den 1930er-Jahren untersuchte er Lumineszenz bei chemischen Reaktionen (zum Beispiel Kristallisationslumineszenz) und benutzte dazu als Hilfsmittel die Fotografie. Er berechnete auch Koeffizienten der Van-der-Waals-Gleichung.